# Rhapis vidalii
Rhapis vidalii là loài thực vật có hoa thuộc họ Arecaceae. Loài này được Aver., Nguyễn Tiến Hiệp & Phan Kế Lộc mô tả khoa học đầu tiên năm 2006.